# Bürgerspital (Kronach)

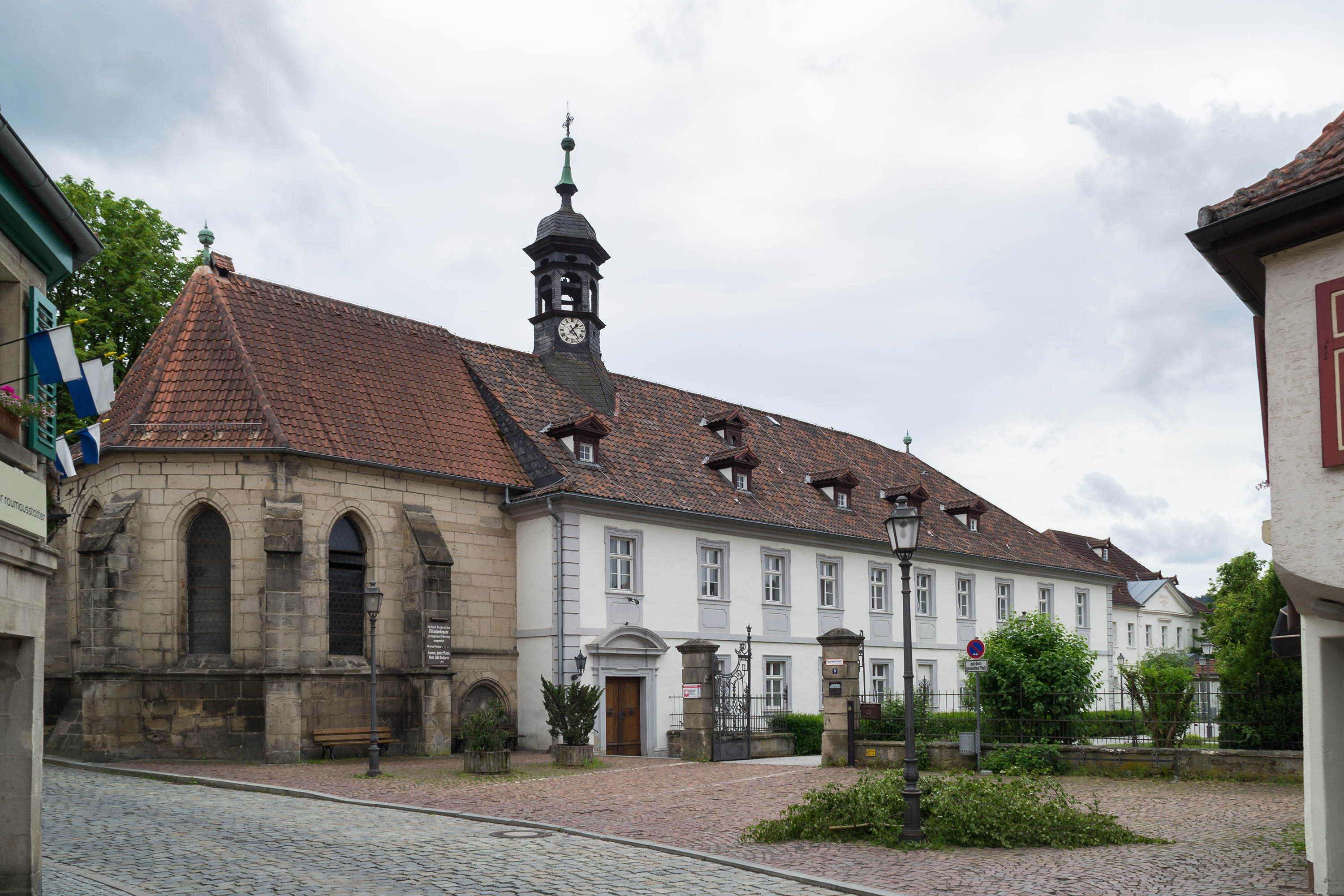
Spitalkirche und Hauptgebäude von Norden aus gesehen

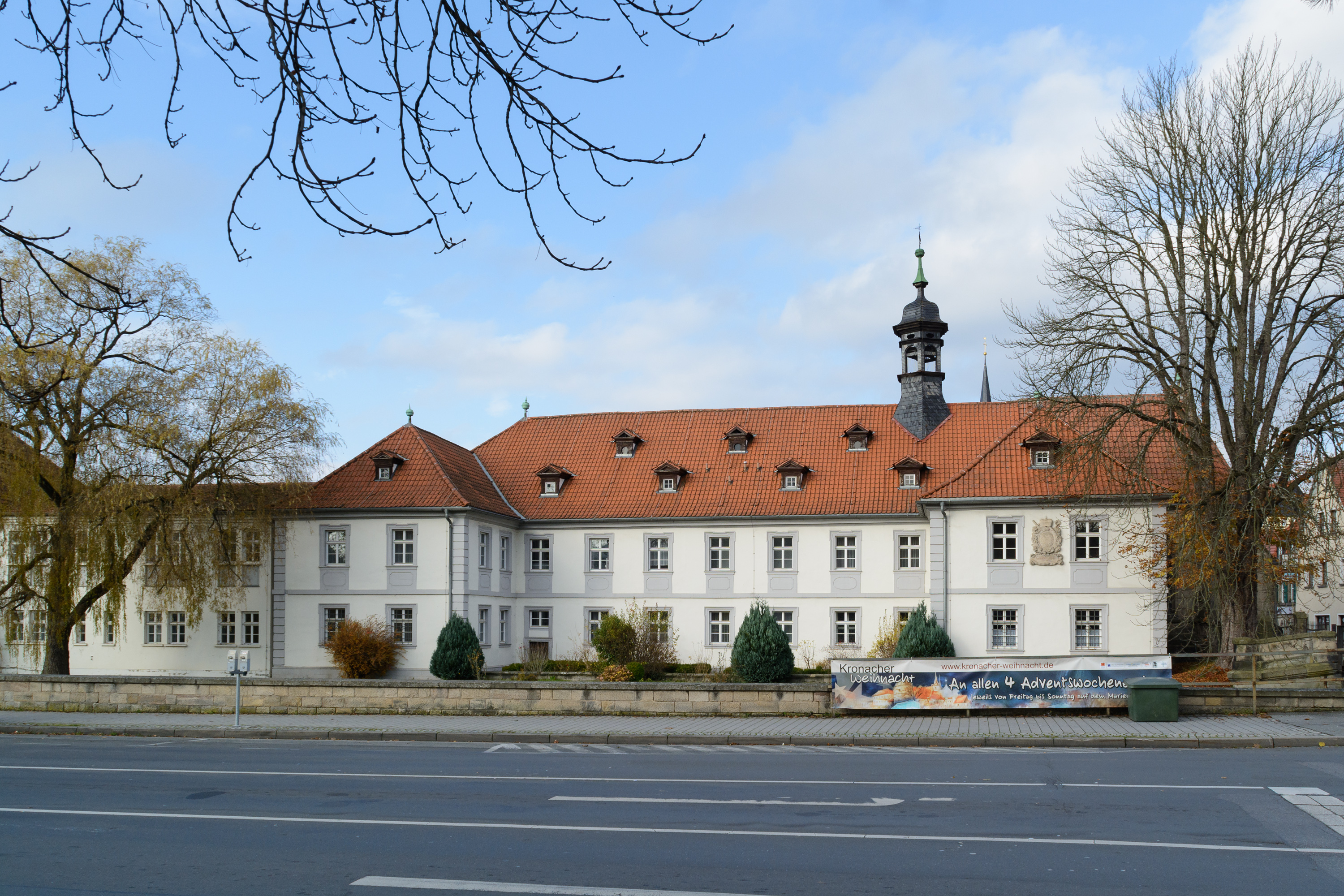
Hauptgebäude mit Seitenflügeln von Süden aus gesehen; links der Verbindungsgang zum ehemaligen Krankenhaus

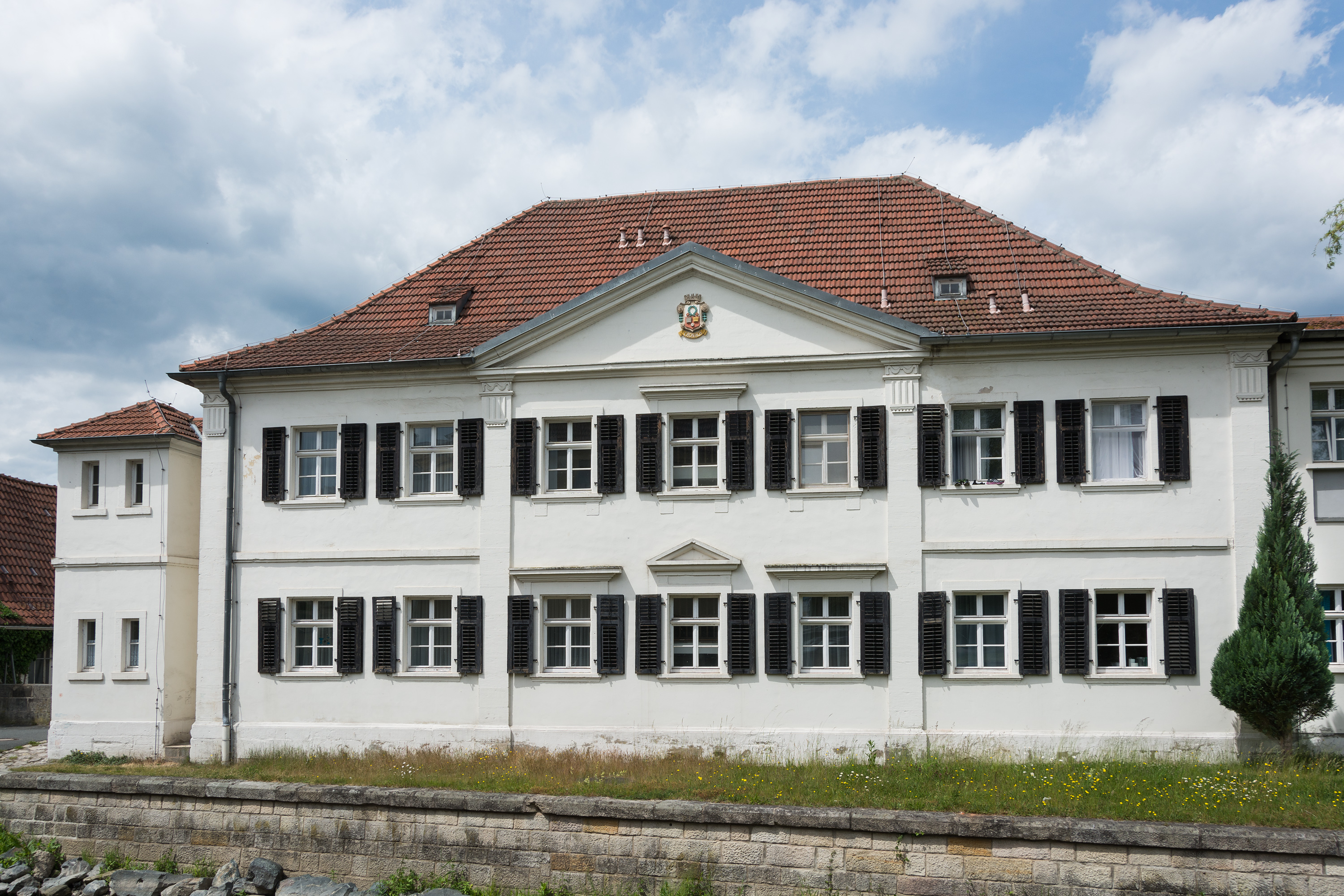
Südseite des ehemaligen Krankenhauses

Das Bürgerspital in der oberfränkischen Stadt Kronach ist eine vermutlich gegen Ende des 14. Jahrhunderts entstandene soziale Einrichtung. Es diente ursprünglich als Herberge für mittellose Durchreisende und ab dem 15. Jahrhundert der Unterbringung und Pflege alter und kranker Bürger, die nicht für den eigenen Unterhalt sorgen konnten. Im 19. Jahrhundert wurde direkt neben dem Spital und der dazugehörigen römisch-katholischen Spitalkirche St. Anna das erste Krankenhaus der Stadt errichtet. Mitte des 20. Jahrhunderts wurde das Krankenhaus geschlossen und dessen Gebäude dem Bürgerspital angegliedert, das noch bis zum Frühjahr 2014 als Seniorenwohn- und Pflegeheim diente. Die Gebäude des Bürgerspitals, das sich im Eigentum der Spitalstiftung der Stadt Kronach befindet, stehen zum Großteil unter Denkmalschutz.

## Lage und Beschreibung
Das Bürgerspital befindet sich südlich der Kronacher Altstadt auf einem an die Westseite der Spitalstraße anliegenden Grundstück. Der Gebäudekomplex erstreckt sich annähernd in Ost-West-Richtung am rechten Ufer der Kronach entlang.
Beim Hauptgebäude handelt es sich um einen verputzten, zweigeschossigen Walmdachbau mit Sandsteingliederung und zwei Seitenflügeln an der zum Fluss gewandten Südseite. An der Südfront des östlichen Seitenflügels ist ein großformatiges Relief mit dem Amtswappen des Bamberger Fürstbischofs Lothar Franz von Schönborn angebracht. Über der Eingangstür an der Nordseite des Gebäudes befindet sich die Inschrift „Johann Heinrich Murmann des Raths und Hospitallmeister alhier Anno 1715“.
Direkt an die Ostseite des Hauptgebäudes schließt sich der mit Streben besetzte Chor mit Fünfachtelschluss der Spitalkirche St. Anna an. Das Langhaus der Kirche ist in das Spitalgebäude integriert, ebenso wie der Glockenturm, der in Form eines Dachreiters auf dem Hauptgebäude aufsitzt. In die zur Spitalstraße gerichtete östliche Außenwand des Chors ist ein Relief mit Kreuzigungsgruppe und zwei davor knienden Personen eingelassen. Diese beiden Knienden stellen Jörg von Zeyern, einen Förderer der Spitalstiftung, und dessen Ehefrau Anna dar. Bei dem Relief handelt es sich jedoch um eine Nachbildung; das Original aus dem 15. Jahrhundert befindet sich im Inneren der Kirche.
Westlich des Hauptgebäudes befindet sich ein weiterer zweigeschossiger Walmdachbau, der ursprünglich als Krankenhaus errichtet wurde. Er ist durch Pilaster vertikal gegliedert und besitzt Dreiecksgiebel an der Nord- und der Südseite. Im südlichen Giebel ist das Wappen der Stadt Kronach angebracht, der nördliche trägt die Inschrift „Wohlthaetigkeits-Anstalt“ und die Jahreszahl 1821. Mitte des 20. Jahrhunderts wurde dieses ehemals freistehende Gebäude durch einen Gang mit dem Hauptbau verbunden.
Ein drittes Gebäude befindet sich nördlich des ehemaligen Krankenhausbaus an der Nordseite des Grundstücks. Bei diesem Nebengebäude, das als Küchentrakt diente, handelt es sich um einen massiven eingeschossigen Walmdachbau mit gefugter Eckquaderung. Ende des 20. Jahrhunderts wurde zwischen Küchenbau und Krankenhausbau ein moderner gläserner Speisesaal errichtet und die drei Gebäude durch Gänge miteinander verbunden.

## Geschichte
Entstanden ist das Bürgerspital vermutlich gegen Ende des 14. Jahrhunderts unter dem Bamberger Fürstbischof Lamprecht von Brunn. Es bestand zunächst wohl aus einer Kapelle und einem Haus, das als Herberge für mittellose Durchreisende diente. Im Jahr 1430 wurde dieser erste Spitalbau während der Belagerung der Stadt Kronach durch die Hussiten durch einen Brand zerstört. Ob das Gebäude von den Angreifern niedergebrannt wurde oder ob hierfür die Stadtbewohner selbst verantwortlich waren, die die Vorstadt um das Spital in Brand setzten, um die Hussiten zu vertreiben, ist unklar. Das zerstörte Gebäude wurde in den Jahren 1462 bis 1464 wiederhergestellt, in den Jahren 1464 bis 1467 entstand die Spitalkirche. Spital und Kirche trugen zunächst das Patrozinium der Heiligen Martha und Elisabeth und wurden später auch der heiligen Anna gewidmet, die zu einem unbestimmten Zeitpunkt zur Hauptpatronin des Spitals wurde.
Im Dreißigjährigen Krieg wurde die Stadt Kronach mehrmals von den Schweden und deren deutschen Verbündeten angegriffen und belagert. Während einer Belagerung im Jahr 1634 setzten die Angreifer Teile der Stadt in Brand, wodurch das Spitalgebäude erneut zerstört wurde; die Spitalkirche blieb verschont. Das niedergebrannte Spital wurde in den Jahren 1644/1645 wiederaufgebaut.
Ihr heutiges Erscheinungsbild erhielten Spital und Kirche in den Jahren 1715 bis 1718, als die Gebäude unter der Leitung des Architekten und Baumeisters Johann Dientzenhofer umgebaut und erweitert wurden; dabei wurden die Bauwerke zu einer Einheit verbunden. Die Umbauten erfolgten während der Regentschaft von Fürstbischof Lothar Franz von Schönborn, dessen Amtswappen an der Südfassade des Spitalgebäudes angebracht wurde.
Im Jahr 1821 wurde westlich des Spitalgebäudes ein weiteres Gebäude errichtet, in dem bis 1954 das erste Krankenhaus der Stadt untergebracht war. Die Bauleitung oblag Johann Baptist Dietrich und dessen Sohn Melchior. 1957 wurde das ehemalige Krankenhaus durch einen Gang mit dem ursprünglichen Spitalgebäude verbunden. Der heutige zweigeschossige Verbindungstrakt stammt aus den Jahren 1989/1990. Zwischen dem ehemaligen Krankenhausbau und dem Küchengebäude an der Nordseite des Grundstücks wurde in den Jahren 1989/1990 ein moderner gläserner Speisesaal errichtet und die drei Gebäude durch Gänge miteinander verbunden.
Ab 1882 wurde das Bürgerspital von Niederbronner Schwestern geführt, im Jahr 2005 übernahm der Caritasverband des Landkreises Kronach diese Aufgabe. Im März 2014 wurde das Seniorenwohn- und Pflegeheim im Bürgerspital geschlossen. Auslöser waren neue gesetzliche Bestimmungen für Wohn- und Pflegeheime, die im Juni 2016 in Kraft traten, und zu erfüllende Brandschutzvorschriften. Neben den hohen Kosten, die durch die erforderlichen baulichen Veränderungen entstanden wären, hätten die geänderten Bestimmungen eine deutliche Reduzierung der bis dahin 36 Pflegeplätze notwendig gemacht; der Betrieb des Heims wäre damit nicht mehr rentabel gewesen. Darüber hinaus hätten möglicherweise auch denkmalpflegerische Auflagen für die unter Denkmalschutz stehenden Gebäude die Umbauten erschwert oder verhindert.
Im Zuge der Flüchtlingskrise in Europa ab 2015 waren in den Spitalgebäuden von Mai 2015 bis Dezember 2017 minderjährige Flüchtlinge untergebracht, die ohne Begleitung nach Deutschland gekommen waren. Danach standen die Gebäude mehrere Jahre lang leer, während in der Stadtpolitik verschiedene Optionen für eine weitere Nutzung und für deren Finanzierung diskutiert wurden. Im Februar 2021 beschloss der Stadtrat, dass die Spitalgebäude, dem ursprünglichen Stiftungszweck entsprechend, nach einer umfangreichen Sanierung teilweise wieder als Wohnanlage für Senioren dienen sollen.